# Campagne de la ligne Siegfried
 (septembre 2023).
Le contenu est difficilement compréhensible vu les erreurs de traduction, qui sont peut-être dues à l'utilisation d'un logiciel de traduction automatique.
Front de l'Ouest de la Seconde Guerre mondiale
Batailles
France
- Paddle
- Fusilade
- Astonia
- Dunkerque
- Wellhit
- Undergo
- Nancy
- Arracourt
- Metz (Fort Driant)

Belgique
- Moerbrugge
- Geel
- Escaut

Pays-Bas
- Market Garden
- Overloon
- Broekhuizen

Allemagne
- Forêt de Hürtgen
- Aix-la-Chapelle
- Colline du Crucifix
- Clipper
- Queen

Front d'Europe de l'Ouest
- Campagnes du Danemark et de Norvège
- Bataille de France
- Bataille de Belgique
- Bataille des Pays-Bas
- Bataille d'Angleterre
- Blitz
- Opération Myrmidon
- Opération Ambassador
- Raid de Dieppe
- Sabordage de la flotte française à Toulon
- Bataille aérienne de Berlin
- Bataille de Normandie
- Débarquement de Provence
- Libération de la France
- Campagne de la ligne Siegfried
- Bataille du Benelux
- Poche de Breskens
- Bataille des Vosges (Bruyères)
- Bataille des Ardennes
- Bataille de Saint-Vith
- Siège de Bastogne
- Opération Bodenplatte
- Opération Nordwind
- Campagne de Lorraine
- Bataille d'Alsace (Forêt de la Hardt, Poche de Colmar Jebsheim)
- Campagne d'Allemagne
- Raid de Granville
- Libération d'Arnhem
- Bataille de Groningue
- Insurrection géorgienne du Texel
- Bataille de Slivice
- Capitulation allemande

Front d’Europe de l’Est

Campagnes d'Afrique, du Moyen-Orient et de Méditerranée

Bataille de l’Atlantique

Guerre du Pacifique

Guerre sino-japonaise

Théâtre américain
La campagne de la ligne Siegfried, également connue sous le nom d'avancée alliée de Paris au Rhin ou campagne de Rhénanie, est une phase de la campagne d'Europe occidentale de la Seconde Guerre mondiale.
Cette phase s'étend de la fin de la bataille de Normandie intégrant la contre-offensive hivernale allemande à travers les Ardennes (communément appelée bataille des Ardennes) et l'opération Nordwind (en Alsace et en Lorraine) à la traversée alliée du Rhin dans les premiers mois de 1945. Cela correspond à peu près aux campagnes officielles du « Théâtre européen d'opérations » militaire des États-Unis en Rhénanie et Ardennes-Alsace.

## Contexte

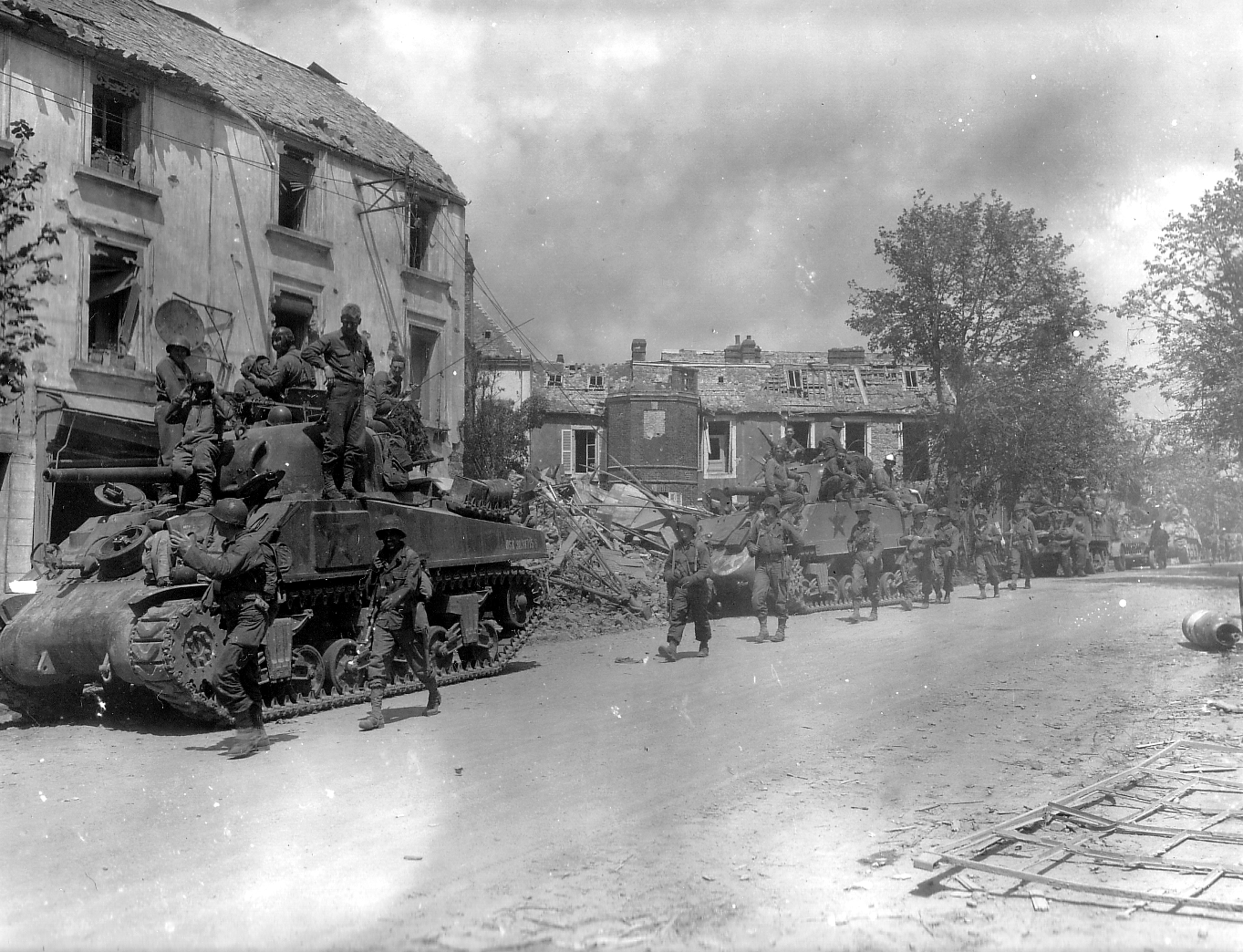
Chars M4 et M4A3 Sherman appuyés par des fantassins de la 4e division blindée américaine avançant à travers Coutances.

Les forces allemandes avaient été mises en déroute lors de l'opération Cobra. Les Alliés avancèrent rapidement contre un ennemi qui n'opposa que peu de résistance. Mais après la libération de Paris à la fin du mois d'août 1944, les Alliés firent une pause pour se regrouper et s'organiser avant de poursuivre leur avance de Paris vers le Rhin. La pause permit aux Allemands de consolider leurs lignes — ce qu'ils n'avaient pas pu faire à l'ouest de Paris.
Au milieu du mois de septembre 1944, les trois groupes d'armées alliées occidentales ; le 21e groupe d'armées anglo-canadien (Field Marshal Bernard Montgomery) au nord, le 12e groupe d'armées américain (lieutenant-général Omar Bradley) au centre et le 6e groupe d'armées franco-américain (lieutenant-général Jacob L. Devers) dans le sud, formèrent un large front sous le commandement suprême des forces alliées, le général Dwight D. Eisenhower et son quartier général SHAEF (Supreme Headquarters Allied Expeditionary Force).
Alors que Montgomery et Bradley militaient pour une percée éclair en Allemagne (en offrant tous deux d'être le fer de lance d'un tel assaut), cette option fut écartée par le général Eisenhower qui choisit une stratégie de « front large », qui permit aux Alliés de gagner du terrain sur les Allemands battus dans tous les secteurs, tout en permettant aux forces alliées en progression de se soutenir mutuellement et en minimisant la difficulté de fournir les forces les plus avancées.
L'avancée rapide à travers la France avait causé des tensions logistiques considérables, aggravées par l'absence de port important autre que Cherbourg, relativement éloigné, dans l'ouest de la France. Bien qu'Anvers fût considérée comme la clé pour résoudre les problèmes logistiques alliés, son port n'était pas ouvert à la navigation alliée jusqu'à ce que l'estuaire de l'Escaut soit dégagé des forces allemandes. Au fur et à mesure de l’avancement de la campagne, tous les belligérants, alliés comme Allemands, ressentirent les effets du manque de remplaçants appropriés pour les troupes de première ligne.
Deux obstacles défensifs majeurs firent face aux Alliés. Le premier était les barrières naturelles faites par les rivières de l'est de la France. La seconde était la ligne Siegfried, qui tombait sous le commandement, avec toutes les forces de la Wehrmacht à l'ouest, du Generalfeldmarschall Gerd von Rundstedt.

### Logistique et approvisionnement
Bien que la percée de Normandie eût duré plus longtemps que prévu, les avancées jusqu'en septembre dépassèrent largement les attentes. Bradley, par exemple, disposait en septembre de quatre divisions de plus que prévu et toutes ses forces étaient à 240 km devant leur position prévue. L'un des effets provenait de la livraison d'approvisionnements sur les différents fronts pour maintenir l'avance : la demande avait dépassé les besoins escomptés.

Mulberry « A » au large d'Omaha Beach était essentiel dans les premiers jours pour l'approvisionnement allié.

Beaucoup de matériel de guerre devait encore être amené à terre à travers les plages d'invasion et à travers l'un des ports de Mulberry restants (l'autre avait été détruit lors d'une tempête dans la Manche). Malgré l'utilisation de petits ports tels que celui d'Isigny-sur-Mer, Port-en-Bessin-Huppain et Courcelles, les grands ports avancés tels que Calais, Boulogne-sur-Mer, Dunkerque et Le Havre restèrent aux mains des Allemands en tant que « forteresses » ou furent systématiquement détruits. La disponibilité de Cherbourg avait été précieuse jusqu'à l'invasion, mais le manque de moyens de transport pour acheminer les approvisionnements aux armées avançant rapidement devint le facteur limitant.
Bien que le carburant ait été pompé avec succès de la Grande-Bretagne à la Normandie via l'oléoduc PLUTO, il devait encore atteindre les fronts, qui avançaient plus vite que les pipelines ne pouvaient être prolongés. Les chemins de fer avaient été en grande partie détruits par les attaques alliées et la Résistance française et nécessitèrent beaucoup d'efforts pour être réparés, l'utilisation de camions devint alors essentielle. Pour tenter de remédier à cette grave pénurie de moyens de transport, trois divisions d'infanterie américaines nouvellement arrivées, la 26e, la 95e et la 104e, furent dépouillées de leurs camions afin de transporter des fournitures. Les divisions avancées du 12e groupe d'armées américain laissèrent toute leur artillerie lourde et la moitié de leur artillerie moyenne à l'ouest de la Seine, libérant ainsi leurs camions pour transporter des fournitures pour d'autres unités. Quatre entreprises de camions britanniques furent prêtées aux Américains. Malheureusement, 1 500 autres camions britanniques présentaient des pannes de moteur critiques et étaient inutilisables, limitant ainsi l'assistance à partir de ce trimestre. Le Red Ball Express, un important système de convoyage routier, fut créé afin d'accélérer les livraisons par camion, mais la capacité demeura insuffisante pour les circonstances.
Le 6e groupe d'armées venant du sud de la France fut approvisionné de manière adéquate depuis Toulon et Marseille car celle-ci avait capturé des ports intacts et le système ferroviaire local était moins endommagé. Cette source fournit environ 25 % des besoins alliés.
À cette époque, les principales lignes de ravitaillement alliées retournaient toujours en Normandie, présentant de sérieux problèmes logistiques. La solution était d'ouvrir le port d'Anvers. Ce port majeur avait été capturé à 90 % intact le 4 septembre, mais l'occupation d'Anvers ne suffisait pas car le 21e groupe d'armées échoua à accéder à la mer en dégageant l'estuaire de l'Escaut. Le port ne put donc être utilisé que le 29 novembre après une longue campagne de la 1re armée canadienne ; au départ, l'estuaire fut faiblement tenu, mais la 15e armée allemande finit par battre en retraite.
Le retard dans la sécurisation de cette zone fut imputé au général Eisenhower, car le commandant du 21e groupe d'armées, le maréchal Montgomery, favorisa l'opération Market-Garden et l'ouverture des ports de la Manche plutôt que de dégager les approches du port d'Anvers lors de la bataille de l'Escaut.

### Main d’œuvre
Les armées allemandes avaient perdu un grand nombre de troupes en Normandie et la poursuite ultérieure[pas clair]. Pour remédier à ce problème, environ 20 000 membres du personnel de la Luftwaffe furent réaffectés dans l'armée allemande, les troupes invalides furent reformées sur la ligne de front et des unités Volkssturm formées en utilisant des civils sans expérience.
Les ressources humaines britanniques étaient limitées après cinq ans de guerre et de par ses engagements mondiaux. Les remplacements n'étaient plus suffisants pour couvrir les pertes et certaines formations furent dissoutes pour maintenir les effectifs d'autres unités. Les Canadiens manquaient également de main-d'œuvre, en raison d'une réticence à exiger des conscrits servant à l'extérieur du Canada ou des eaux canadiennes. Cela découle de difficultés politiques internes au Canada pendant la Première Guerre mondiale et il y eut un large consensus contre la conscription pour le service outre-mer,.
Les pertes américaines appelaient désormais des remplaçants directement des États-Unis. Ceux-ci manquaient d'expérience et étaient peu habitués aux conditions difficiles de la dernière partie de la campagne. [Des plaintes ont également été déposées concernant la mauvaise qualité des troupes libérées dans l'infanterie par des parties moins stressées de l'armée américaine.[pas clair] À un moment donné, après la bataille des Ardennes, ayant mis en évidence la pénurie de fantassins, l'armée assouplit son embargo sur l'utilisation de soldats noirs dans les formations de combat. Les volontaires noirs ont bien performé[pas clair] et ont incité un changement[pas clair] permanent de la politique militaire.

## Groupe d'armées Nord (21egroupe d'armées)

### Ports de la Manche

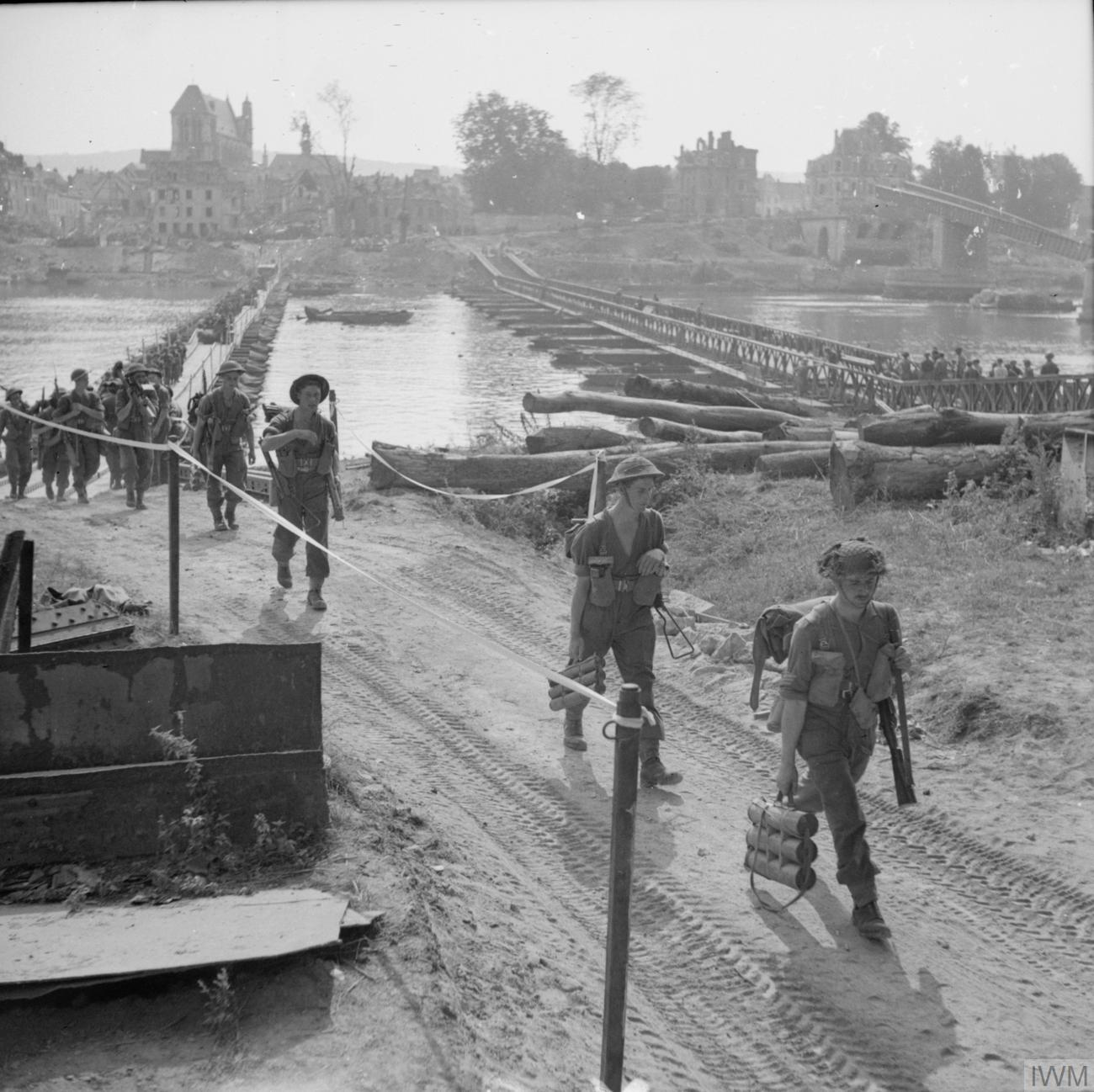
Infanterie britannique du 1er bataillon du Hampshire Regiment traversant la Seine à Vernon, 28 août 1944 guerre mondiale.

Les ports de la Manche étaient nécessaires de toute urgence pour maintenir les armées alliées. Au moment de la libération de Bruxelles, il était devenu difficile d'approvisionner convenablement le 21e groupe d'armées. De fait, le VIIIe corps fut retiré du service actif pour libérer son transport pour un usage général. La 1re armée canadienne fut chargée de libérer les ports lors de son avance le long de la côte française. Les ports concernés étaient Le Havre, Dieppe, Boulogne, Calais et Dunkerque en France, ainsi qu'Ostende en Belgique. Adolf Hitler avait apprécié leur valeur stratégique. Il publia un ordre du Führer les déclarant être des « forteresses », devant recevoir du matériel adéquat en vue d'un siège et être tenues coûte que coûte jusqu'au dernier homme.
Dieppe fut évacuée par les Allemands avant que l'ordre d'Hitler n'ait été reçu et, par conséquent, les Canadiens prirent la ville sans résistance, avec les installations portuaires en grande partie intactes. Ostende avait été omis de l'ordre du Führer et était également non défendu, bien que certaines démolitions aient retardé son utilisation. Cependant, les autres ports étaient défendus à des degrés divers, cela nécessita un travail substantiel pour les remettre en service, à l'exception de Dunkerque qui était bouclé à l'arrière de l'avance alliée.

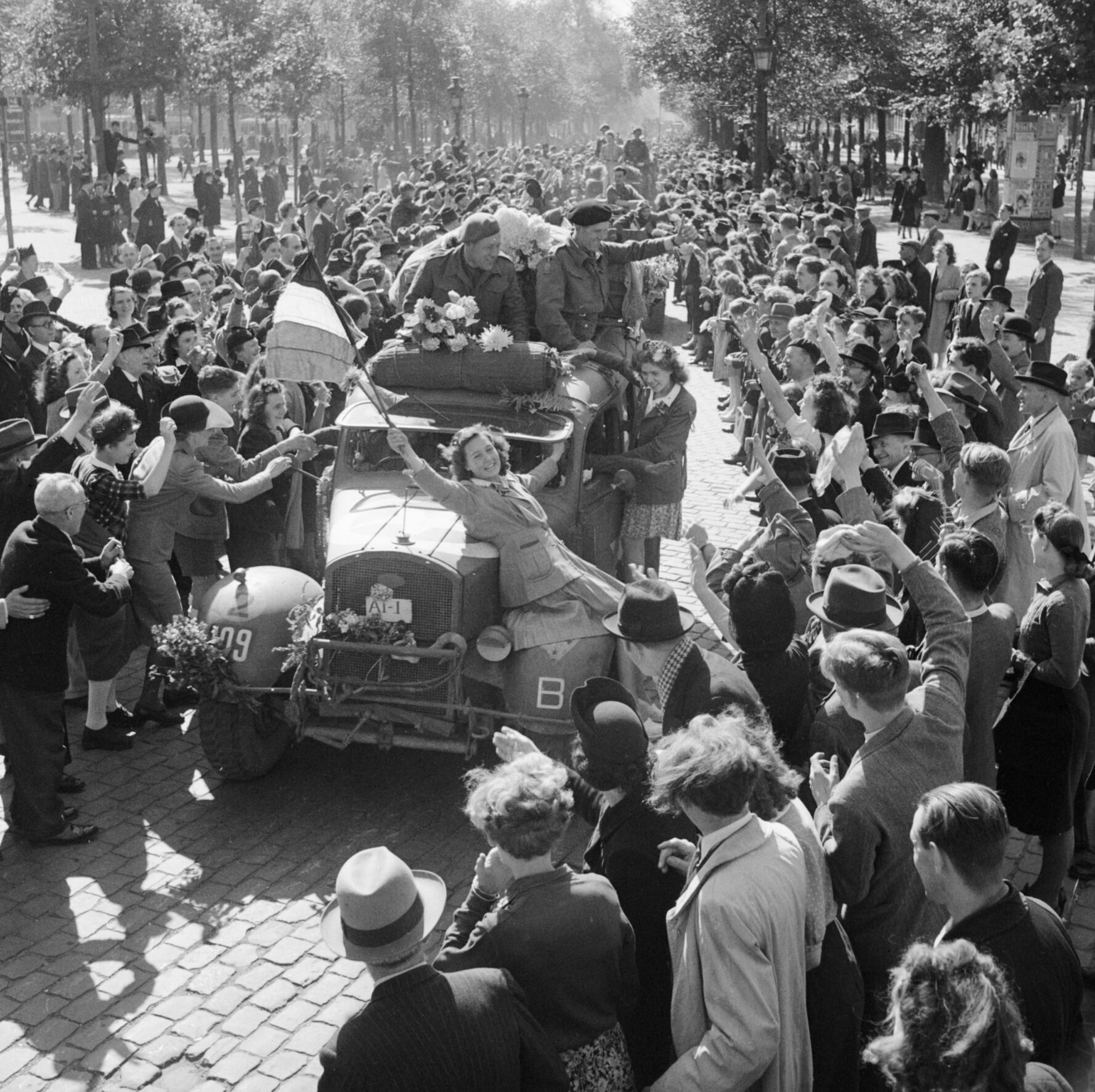
Les véhicules britanniques entrent à Bruxelles le 4 septembre 1944 guerre mondiale.

### Market Garden
La première opération de la campagne de Rhénanie, Market Garden, était commandée par Montgomery et devait assurer une tête de pont sur le Rhin au nord, à Arnhem, qui déborderait la ligne Siegfried.
L'opération Market Garden avait deux parties distinctes. Market devait être la plus grande opération aéroportée de l'histoire, larguant trois divisions et demie de parachutistes américains, britanniques et polonais pour capturer des ponts clés et empêcher leur démolition par les Allemands. Garden était une attaque au sol par la deuxième armée britannique à travers les ponts. Les Alliés supposèrent que les forces allemandes se remettraient encore de la campagne précédente et qu'ils ne rencontreront que peu d'opposition pour l'une ou l'autre opération.
En cas de succès, les Alliés auraient ouvert une route directe vers l'Allemagne qui contournait les principales défenses allemandes et s'emparerait également du territoire à partir duquel les Allemands lancèrent des V-1 et des V-2 contre Londres, Anvers et ailleurs.
Le général Eisenhower approuva l'opération Market Garden. Il donna la priorité d'approvisionnement au 21e groupe d'armées et détourna la 1re armée américaine vers le nord des Ardennes pour organiser des attaques limitées et attirer les défenseurs allemands au sud, loin des sites cibles.

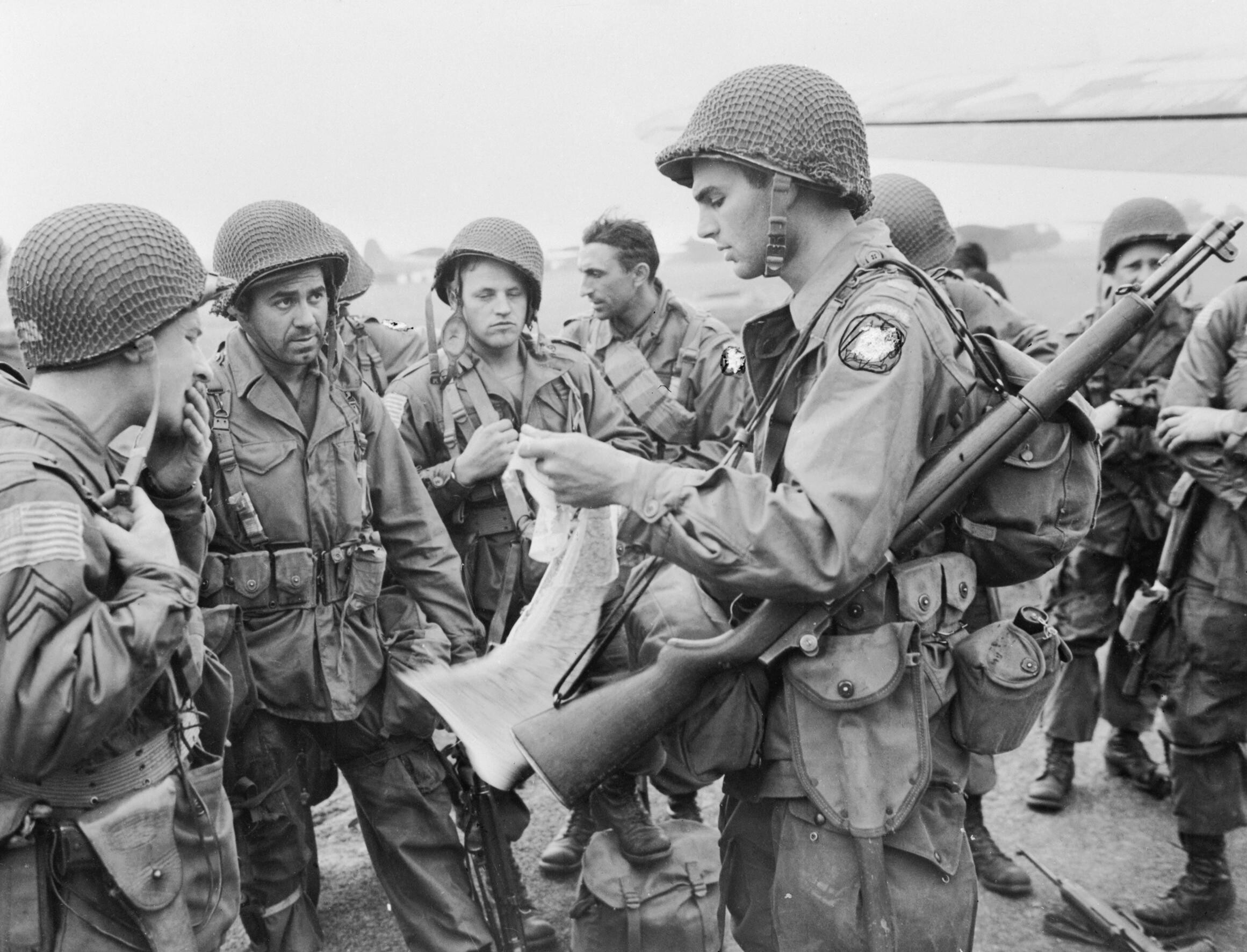
Les parachutistes américains reçoivent un dernier briefing de leur commandant avant l'embarquement, le 17 septembre 1944 guerre mondiale.

L'opération, lancée le 17 septembre débuta sans accrocs. Les 101e et 82e divisions aéroportées américaines prirent leurs objectifs à Eindhoven, Veghel et Nimègue. Malgré des atterrissages à l'extérieur d'Arnhem sur la bonne cible, les zones d'atterrissage de la 1re division aéroportée britannique furent à une certaine distance du pont d'Arnhem et seulement du côté nord du fleuve. Des problèmes survinrent lorsque la 1re division aéroportée britannique perdit des équipements vitaux — des jeeps et des canons antichar lourds — lors de crashs de plusieurs planeurs. Les forces allemandes dans la région avaient également été sous-estimées. Pour aggraver les choses, le mauvais temps empêcha les renforts aériens et réduisit considérablement le réapprovisionnement. La résistance allemande aux forces conduisant à Arnhem se montra très efficace et une copie du plan de bataille allié avait été capturée[pas clair].
En fin de compte, l'opération Market Garden échoua. Le pont d'Arnhem n'a pas été tenu et les parachutistes britanniques ont subi d'énormes pertes — environ 77 % au 25 septembre.

### Bataille de l'Escaut
La situation logistique devenant critique, l'ouverture du port d'Anvers était désormais une priorité. Le 12 septembre 1944, la 1re armée canadienne reçut la tâche de dégager l'Escaut des forces allemandes. La 1re armée comprenait le IIe corps canadien, qui comprenait la 1re division blindée polonaise, les 49e et 52e division britanniques et le Ier corps britannique.
La tâche impliquait quatre opérations principales. La première était de dégager la zone au nord d'Anvers et de sécuriser l'accès à Beveland-du-Sud. La seconde était de nettoyer la poche de Breskens au nord du canal Léopold (opération Switchback). La troisième — l'opération Vitality — fut la prise de Beveland-du-Sud. La phase finale était la prise de l'île Walcheren, qui avait été fortifiée en une puissante forteresse allemande.
Le 21 septembre 1944, l'avance débuta. La 4e division blindée canadienne, se déplaçant vers le nord vers la rive sud de l'Escaut autour de la ville néerlandaise de Breskens, fut les premières troupes alliées à affronter le formidable obstacle de la double ligne des canaux Léopold et Dérivation de la Lys. Les canaux furent traversés et une tête de pont établie, mais les contre-attaques féroces des Allemands les obligèrent à se retirer avec de lourdes pertes. La 1re division blindée polonaise eut plus de succès, se déplaçant vers le nord-est jusqu'à la côte, occupant Terneuzen et dégageant la rive sud de l'Escaut vers l'est jusqu'à Anvers. Il était cependant clair à ce moment-là que tout nouveau progrès serait à un coût considérable.

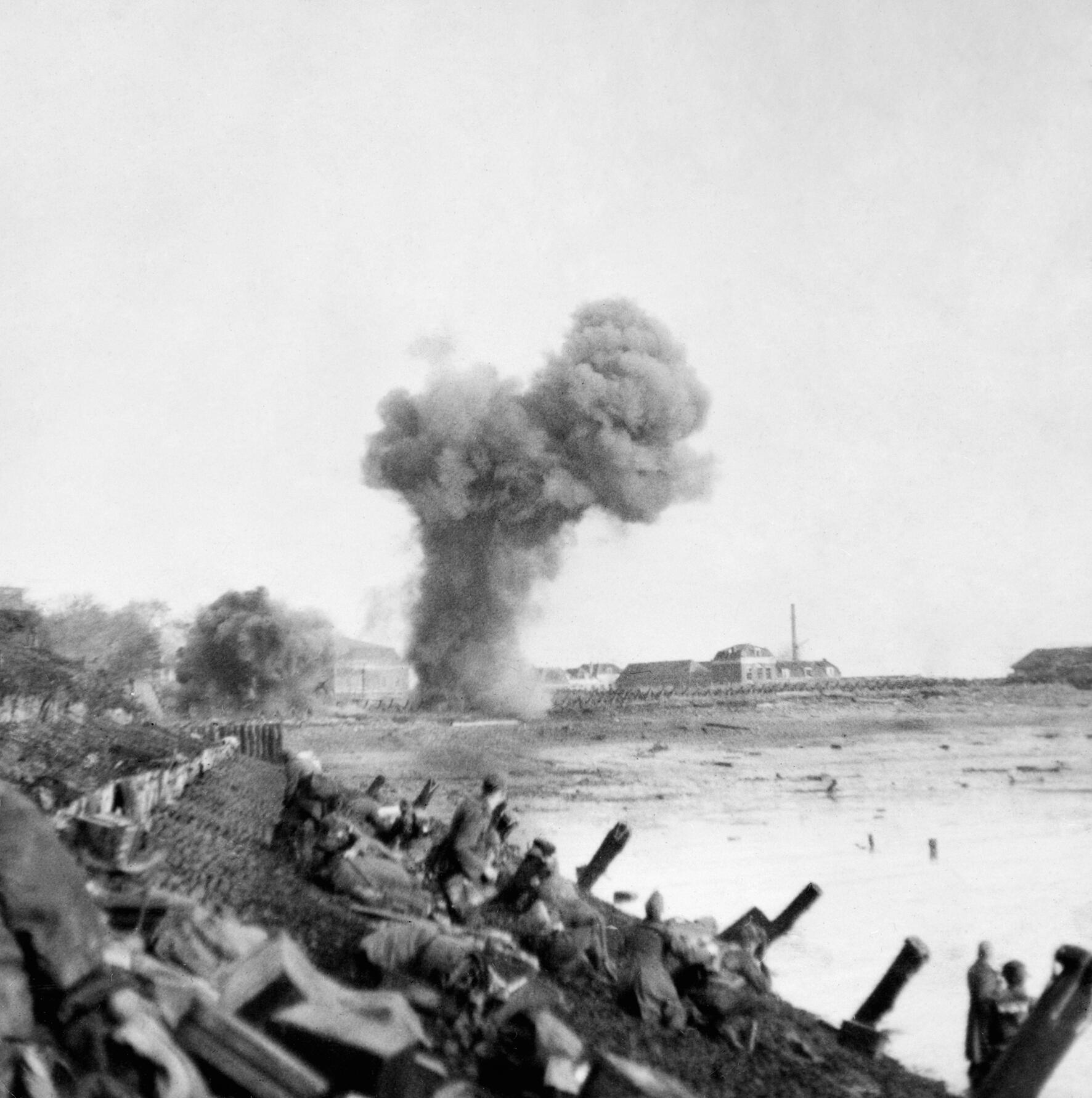
Troupes d'assaut britanniques avançant près de Flushing avec des obus éclatant pendant l'opération de l'Escaut.

La 2e division d'infanterie canadienne commença son avance au nord d'Anvers le 2 octobre. De lourdes pertes s'ensuivirent, y compris la destruction presque totale du bataillon Black Watch de la 5e brigade d'infanterie canadienne le 13 octobre. Cependant, le 16 octobre, Woensdrecht fut prise à la suite d'un immense barrage d'artillerie qui repoussa les Allemands. Cela coupa Beveland-du-Sud et Walcheren du continent et atteint l'objectif de la première opération.
Montgomery publia une directive faisant de l'ouverture de l'estuaire de l'Escaut la priorité absolue. À l'est, la 2e armée britannique attaqua vers l'ouest pour dégager les Pays-Bas au sud du fleuve Maas. Cela aida à sécuriser la région de l'Escaut contre les contre-attaques.
Dans l'opération Switchback, la 3e division d'infanterie canadienne lança une attaque à deux volets, la 7e brigade d'infanterie canadienne traversant le canal Léopold et la 9e brigade d'infanterie canadienne lançant un assaut amphibie du côté côtier de la poche. Malgré la résistance acharnée des Allemands, la 10e brigade d'infanterie canadienne franchit le canal Léopold et la 8e brigade d'infanterie canadienne se dirigea vers le sud, ouvrant une route de ravitaillement dans la poche.
L'opération Vitality — la troisième phase majeure de la bataille de l'Escaut — débuta le 24 octobre. La 2e division d'infanterie canadienne commença son avance vers Beveland-du-Sud, mais fut ralentie par les mines, la boue et les solides défenses ennemies. La 52e division britannique lança une attaque amphibie pour se placer derrière les positions défensives allemandes du canal Beveland. Ainsi, cette formidable défense fut débordée et la 6e brigade d'infanterie canadienne mit en œuvre une attaque frontale dans des bateaux d'assaut. Les ingénieurs purent ponter le canal sur la route principale. La ligne du canal ayant disparu, la défense allemande s'effondra et Beveland-du-Sud fut dégagé. 
La phase finale, l'opération Infatuate, était l'attaque de l'île fortement fortifiée de Walcheren à l'embouchure de l'Escaut occidental. Les digues de l'île furent percées par les attaques du RAF Bomber Command les 3, 7 et 11 octobre. Cela inonda la partie centrale de l'île, forçant les défenseurs allemands sur les hauteurs et permettant l'utilisation de véhicules amphibies. Des unités de la 2e division d'infanterie canadienne firent une percée le 31 octobre et, après une lutte acharnée, parvinrent à établir une position précaire. Ils furent relevés par un bataillon de la 52e division britannique. En conjonction avec les attaques nautiques, la 52e poursuivit sa progression.

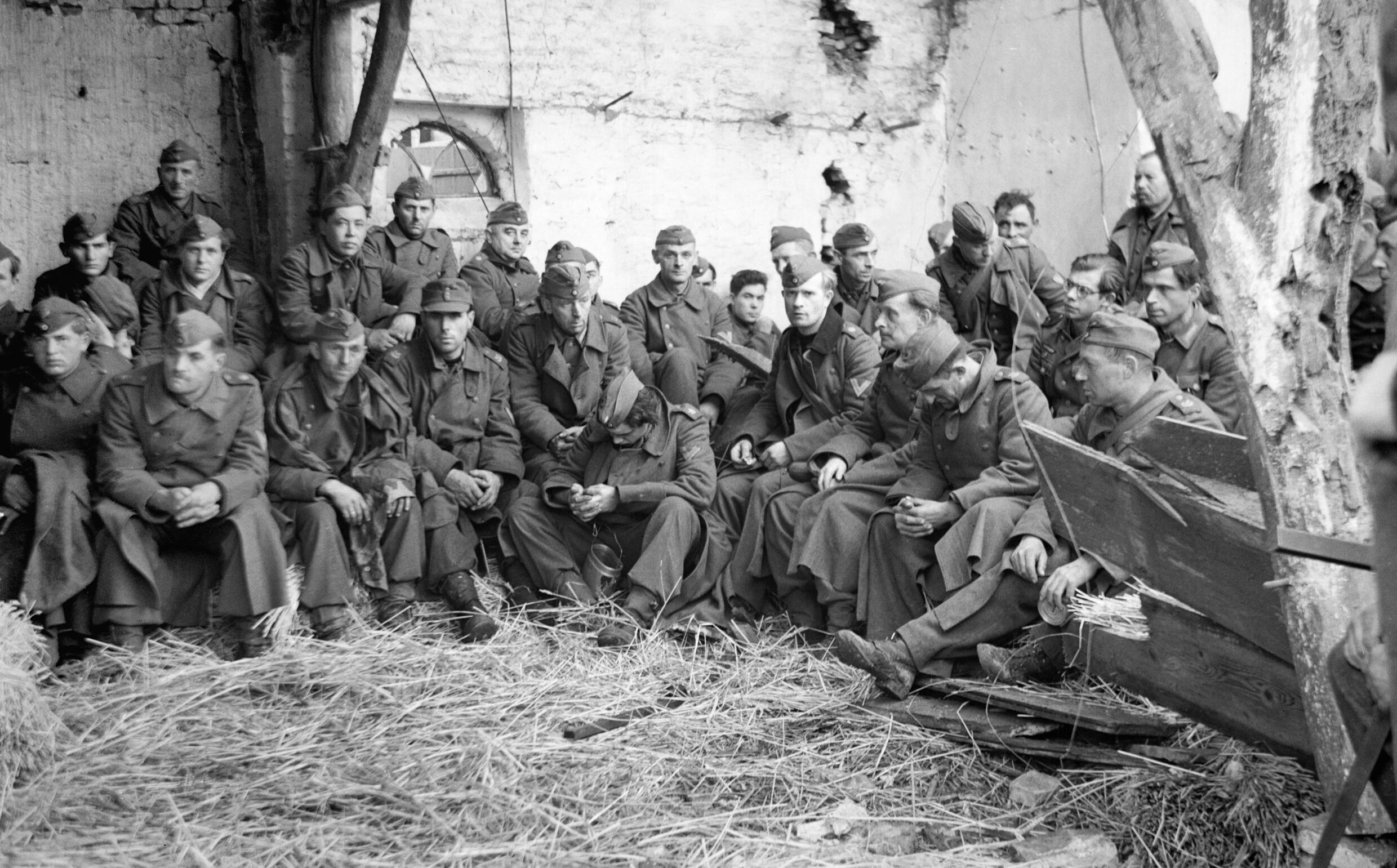
Prisonniers allemands à Walcheren — environ 40 000 ont été capturés après la fin de l' opération Infatuate.

Les débarquements amphibies débutèrent le 1er novembre avec des unités de la 155e brigade d'infanterie britannique débarquant sur une plage dans la région sud-est de Vlissingen. Au cours des jours suivants, ils livrèrent à de violents combats de rue contre les défenseurs allemands. Le 1er novembre également, après un lourd bombardement naval par la Royal Navy britannique, des troupes de la 4e brigade de commandos (avec des unités du 10e commando interallié, composées principalement de troupes belges et norvégiennes), appuyées par des véhicules blindés spécialisés de la 79e division blindée britannique débarquèrent des deux côtés de la brèche d'une digue. De violents combats s'ensuivirent. Une force plus petite se déplaça vers le sud-est, vers Vlissingen, tandis que la force principale se dirigea vers le nord-est pour dégager la moitié nord de Walcheren afin de rejoindre les Canadiens qui avaient établi une tête de pont sur la partie est de l'île. Une résistance féroce fut de nouveau offerte par les troupes allemandes défendant la région et les combats se poursuivirent jusqu'au 7 novembre. Cependant, l'action s'acheva le 8 novembre après qu'une force de véhicules amphibies est entrée à Middelbourg, la capitale de Walcheren.
Pendant ce temps, l'opération Pheasant fut lancée le 20 octobre, opération majeure visant à dégager les troupes allemandes de la province du Brabant-Septentrional en conjonction avec la bataille de l'Escaut. L'offensive après une certaine résistance permettra de libérer la majeure partie de la région ; les villes de Tilbourg, Bois-le-Duc, Willemstad et Rosendael furent libérées par les forces britanniques. Bergen Op Zoom fut prise par les Canadiens et la 1re division blindée polonaise dirigée par le général Maczek libéra la ville de Bréda. En conséquence, les positions allemandes ayant défendu la région le long de ses canaux et rivières avaient été brisées. L'opération fut également un succès dans la mesure où les pertes civiles furent relativement légères.
Au même moment, la 4e division blindée canadienne avait poussé vers l'est après Bergen-op-Zoom jusqu'à Sint Philipsland où elle coula plusieurs navires allemands dans le port de Zijpe. Avec les approches d'Anvers libres, la quatrième phase de la bataille de l'Escaut s'acheva ; et le 28 novembre, le premier convoi entra dans le port.

### VéritableetGrenade

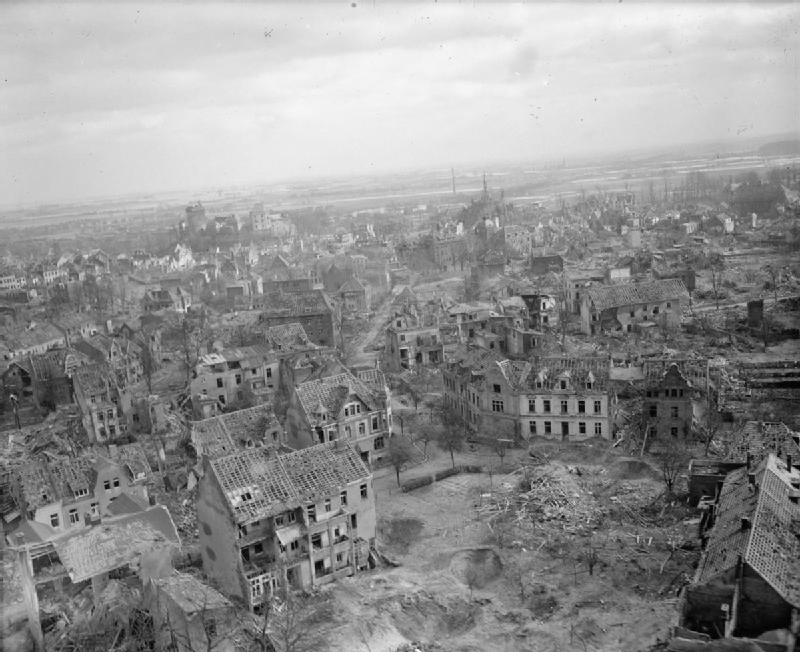
Kleve fut lourdement bombardée en février 1945.

Le 21e groupe d'armées de Montgomery fut chargé de nettoyer la rive ouest du Rhin en aval de la région de Krefeld. L'approche était pour la 1re armée canadienne — renforcée par le XXXe corps — d'avancer vers le sud-est entre les rivières Rhin et Maas tandis que la 9e armée américaine avançait vers le nord-est à partir de la Roer. Les deux armées se rencontreront dans la région de Geldern. La 2e armée britannique resta à l'ouest de la Meuse, à l'exception de deux divisions renforçant l'avancée anglo-canadienne, mais le haut commandement allemand était initialement convaincu que celle-ci était la principale menace et déploya ses réserves en prévision d'un assaut de Venlo.
Les deux opérations ont été retardées par la bataille des Ardennes, avant d'être reportées au 8 février 1945. Bien que l'attaque anglo-canadienne (opération Véritable) ait commencé à temps, l'assaut américain (opération Grenade) a été retardé par la menace puis par le danger d'inondation par l'eau libérée des barrages de la Roer. Ce retard permit aux Allemands de concentrer leur défense sur les assauts anglo-canadiens, mais ne purent pas faire plus qu'un ralentissement des troupes dans des zones localisées. Lorsque les Américains purent avancer, environ deux semaines plus tard, il restait peu de réserves pour leur faire face et ceux-ci progressèrent rapidement jusqu'à rencontrer l'arrière-garde allemande près du Rhin.
Les deux branches se rencontrèrent à Geldern, puis poussèrent vers Rees, expulsant finalement les forces allemandes le 21 mars.

## Groupe d'armées central (12egroupe d'armées)

### Aix-la-Chapelle

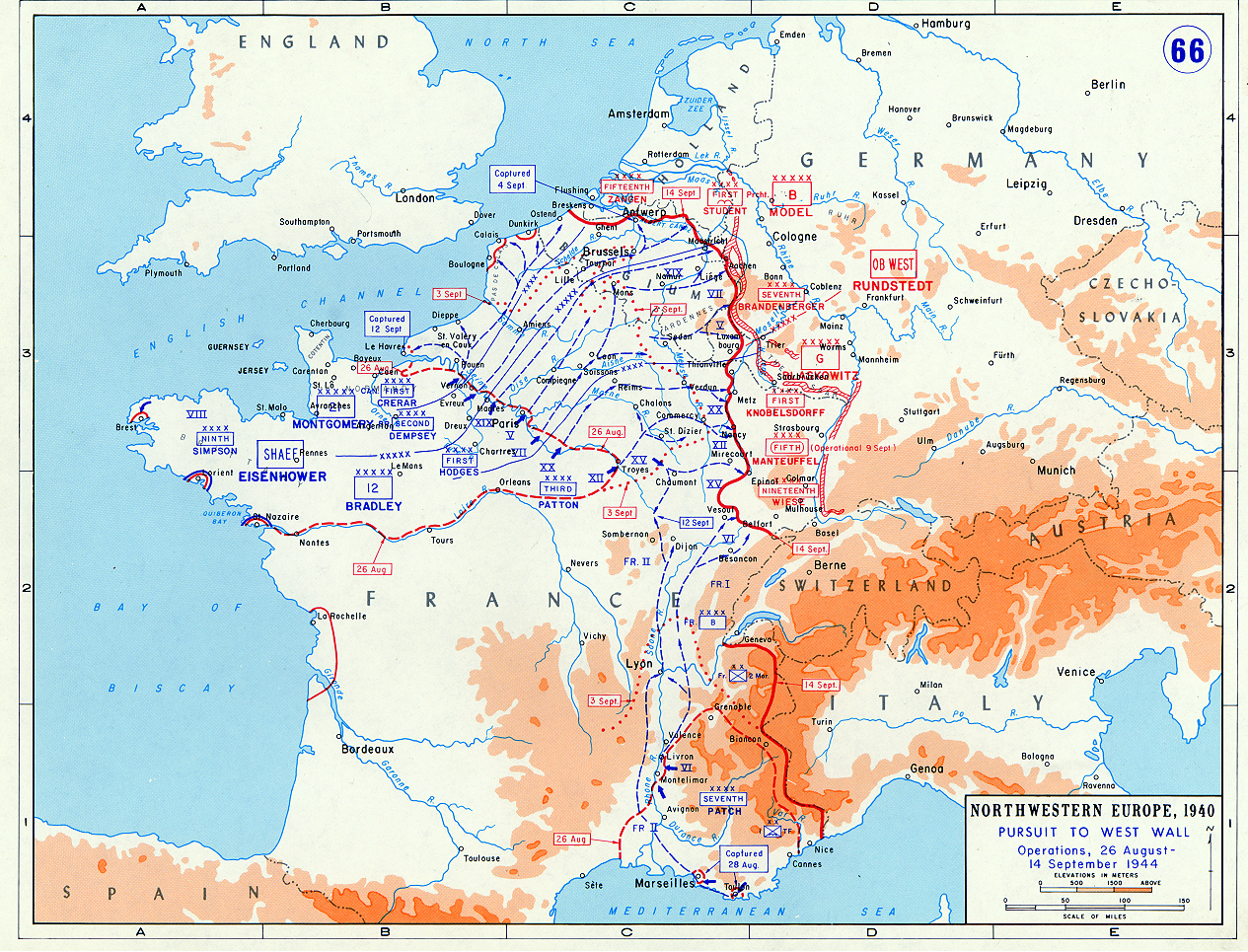
L'avance des forces alliées entre le 26 août 1944- guerre mondiale et le 14 septembre 1944 guerre mondiale.

La 1re armée américaine se concentrait sur la capture de la ville d'Aix-la-Chapelle, qui devait être libérée avant d'avancer en vue d'attaquer la ligne Siegfried elle-même. Initialement, la ville devait être contournée et coupée dans une tentative par les Alliés d'imiter les tactiques Blitzkrieg que les Allemands avaient si efficacement utilisées (voir ci-dessous). Cependant, la ville fut la première à être attaquée sur le sol allemand et avait donc une énorme importance historique et culturelle pour le peuple allemand. Adolf Hitler ordonna personnellement que la garnison y soit renforcée et la ville maintenue. Cela força les commandants alliés à repenser leur stratégie.
Certains historiens, dont Stephen Ambrose, suggérèrent que le siège d'Aix-la-Chapelle était une erreur. La bataille freina l'avance vers l'est des Alliés et causa environ 5 000 victimes alliées. Les combats étaient, selon tous les témoignages, un affrontement urbain brutal de rue à rue, de maison à maison et immobilisèrent les ressources disponibles des armées alliées en progression. Ambrose suggéra qu'une stratégie plus efficace aurait été d'isoler la garnison d'Aix-la-Chapelle et de poursuivre le déplacement vers l'est au cœur de l'Allemagne. En théorie, cela aurait éliminé la capacité de la garnison allemande d'opérer en tant que force de combat en coupant ses lignes d'approvisionnement. Cela aurait pu les forcer à se rendre ou à quitter la ville pour tenter de rétablir leurs lignes de ravitaillement. Dans ce dernier cas, une confrontation dans un cadre plus neutre aurait probablement entraîné moins de pertes militaires et civiles.

### Lorraine
Fin août, la 3e armée américaine commença à manquer de carburant. Cette situation fut causée par l'avancée rapide des Alliés à travers la France, et aggravée par le transfert de la priorité logistique aux forces du nord pour sécuriser Anvers. Le 1er septembre 1944, avec de faibles réserves de carburant, la 3e armée réussit un dernier effort pour capturer les ponts clés sur la Meuse à Verdun et Commercy. Cinq jours plus tard, cependant, la situation critique de l'approvisionnement entraîna effectivement  l'arrêt de l'unité, permettant aux forces allemandes précédemment en déroute de se regrouper et de renforcer leurs bastions dans la région.
Peu de temps après, la 3e armée se heurta à Metz, faisant partie de la ligne Maginot et l'une des villes les plus fortifiées d'Europe occidentale. La ville ne pouvait pas être contournée, car plusieurs de ses forts avaient des canons dirigés vers les sites de franchissement de la Moselle et les routes principales de la région. La ville pouvait également être utilisé comme bastion pour organiser une contre-attaque allemande à l'arrière de la 3e armée. Dans la bataille de Metz s'ensuivit, la 3e armée, bien que victorieuse, subira de lourdes pertes.
Après Metz, la 3e armée continua vers l'est jusqu'à la rivière Sarre et débuta bientôt son assaut sur la ligne Siegfried.

### Forêt de Hürtgen

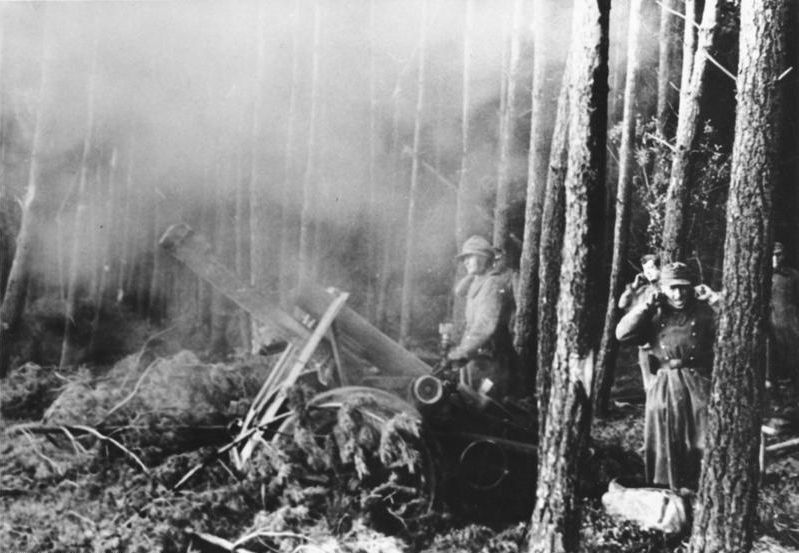
Les troupes allemandes défendant Hürtgen en novembre 1944 guerre mondiale.

La forêt de Hürtgen était considérée comme un endroit possible pour des incursions dans le flanc américain, et les barrages fluviaux dans la région constituaient une menace pour l'avancée alliée en aval, de sorte qu'un assaut pour nettoyer la zone fut lancé le 19 septembre 1944. La défense allemande était plus élaborée que prévu et le terrain était très favorable à la défense, annulant largement les avantages américains du nombre et de la qualité des troupes. La bataille — qui devrait durer quelques semaines — se poursuivit jusqu'en février 1945 et fit 33 000 victimes (toutes forces confondues).
L'intérêt de la bataille fut contesté. Les historiens modernes soutiennent que le résultat ne valait pas les pertes prévisibles et qu'en tout cas, la tactique américaine a joué entre les mains des Allemands[pas clair].

### OpérationQueen
L'opération Queen était une offensive air-sol alliée contre les forces allemandes sur la ligne Siegfried, qui a été menée principalement par l'effort combiné des 9e et 1re armées américaines. Le but principal de l'opération était d'avancer jusqu'à la rivière Roer et d'y établir plusieurs têtes de pont, pour une poussée ultérieure en Allemagne jusqu'au Rhin. Certaines parties de cette opération comprenaient également de nouveaux combats dans la forêt de Hurtgen. L'offensive débuta le 16 novembre par l'une des plus grandes opérations aériennes tactiques de toute la Seconde Guerre mondiale. Malgré une infériorité numérique des forces allemandes, la progression alliée fut très lente. Après quatre semaines de combats intensifs, les Alliés atteignirent la Roer, mais ne purent établir aucune tête de pont dessus. Les combats dans la forêt de Hurtgen s'enlisèrent également. Les combats intenses de l'opération firent subir de lourdes pertes aux troupes alliées, et finalement ce sont les Allemands qui lancèrent leur propre contre-offensive — l'opération Wacht am Rhein — le 16 décembre 1944.

## Contre-offensives hivernales

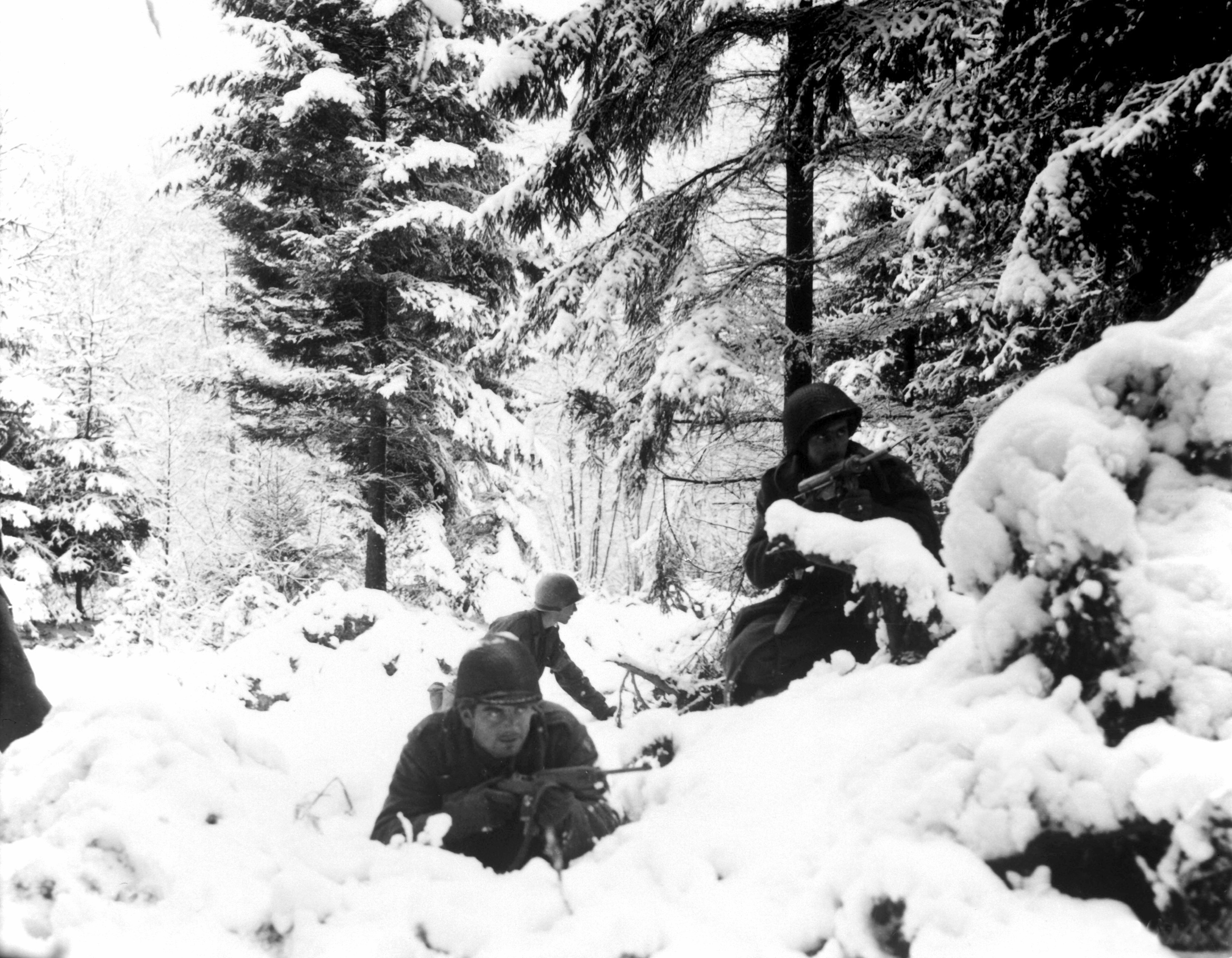
Des soldats américains prenant des positions défensives dans les Ardennes pendant la bataille des Ardennes.

Les Allemands préparaient une contre-attaque massive à l'Ouest depuis l'invasion alliée de Normandie. Le plan appelé Wacht am Rhein (« Veiller sur le Rhin ») consistait à attaquer à travers les Ardennes et de basculer vers le nord jusqu'à Anvers, divisant les armées américaine et britannique. L'attaque débuta le 16 décembre dans ce qui est devenu connu comme la bataille des Ardennes. Les troupes de la 1re armée américaine défendaient les Ardennes. Après des succès initiaux par mauvais temps, qui ont permis aux Allemands de se mettre à l'abri des forces aériennes alliées, les Alliés lancèrent une contre-attaque pour les expulser de la région. Les Allemands furent finalement repoussés à leurs points de départ le 25 janvier 1945.
Les Allemands lancèrent une seconde offensive plus petite (Nordwind) en Alsace le 1er janvier 1945. Dans le but de reprendre Strasbourg, ils attaquèrent le 6e groupe d'armées à plusieurs endroits. Étant donné que les lignes alliées s'étaient considérablement étirées en réponse à la crise dans les Ardennes, retenir et rejeter l'offensive Nordwind était une affaire coûteuse qui dura près de quatre semaines. Les contre-attaques alliées rétablirent la ligne de front dans la zone de la frontière allemande et effondrèrent la poche de Colmar.

## Affrontements à l'ouest du Rhin
Le mouvement en tenailles de la 1re armée canadienne, partant de la région de Nimègue dans le cadre de l'opération Veritable, et de la 9e armée américaine, traversant la Roer lors de l'opération Grenade, devait commencer le 8 février 1945, mais fut retardé de deux semaines lorsque les Allemands inondèrent la vallée de la Roer en détruisant les vannes de deux barrages sur le haut Roer (barrage de la Rour et barrage d'Urft). Pendant les deux semaines d'inondation de la petite rivière, Hitler n'a pas permis à Rundstedt de retirer les forces allemandes derrière le Rhin, arguant que cela ne ferait que retarder l'inévitable combat. Hitler lui ordonna d'affronter les Alliés sur leurs lignes.
Au moment de la décrue et après le passage de la 9e armée américaine au-dessus de la Roer le 23 février, d'autres forces alliées se rapprochèrent de la rive ouest du Rhin. Les divisions allemandes restées sur la rive ouest du Rhin furent découpées en morceaux. 280 000 hommes furent faits prisonniers. La résistance allemande obstinée avait coûté cher ; leurs pertes totales atteignirent environ 400 000 hommes.

## Conséquences

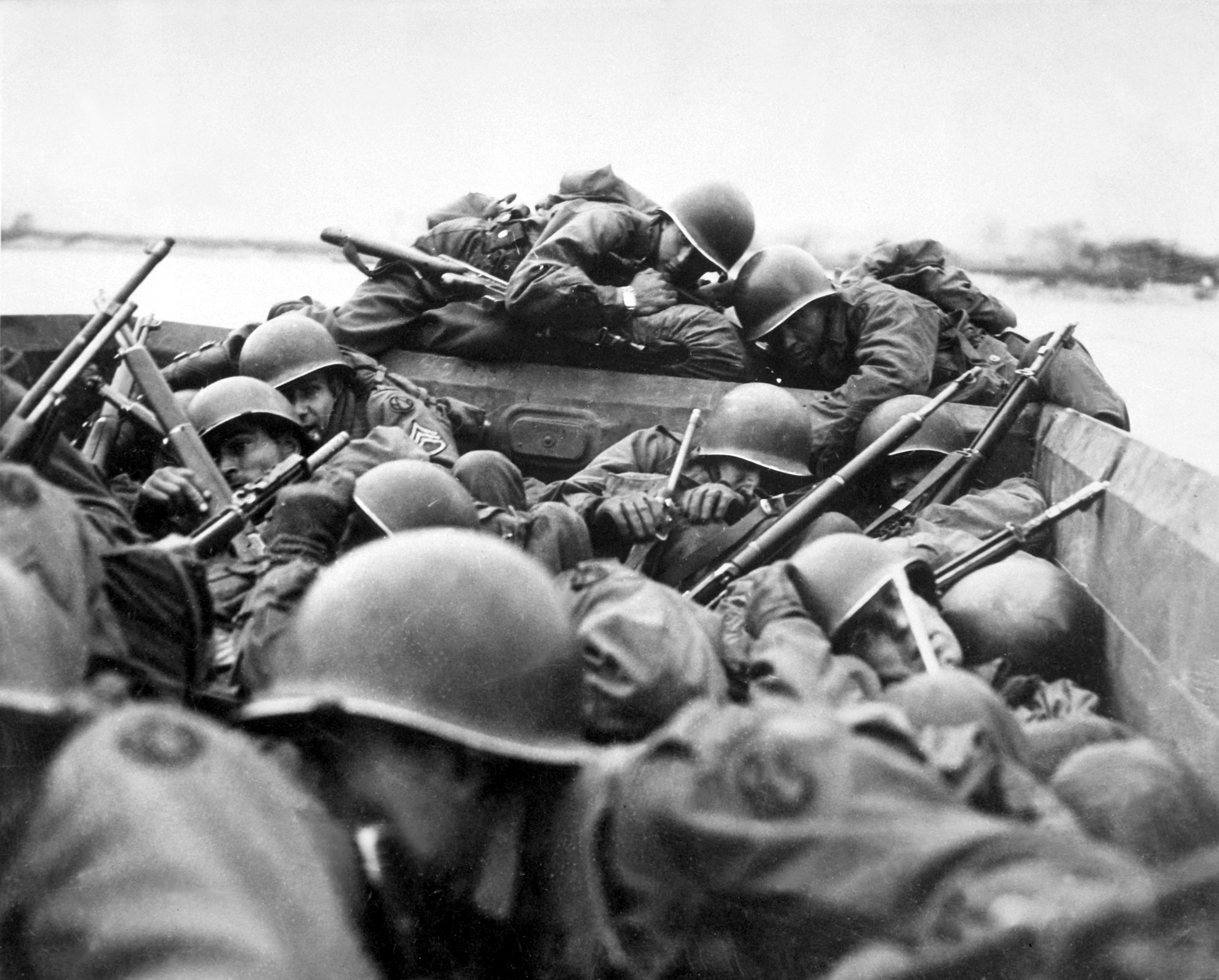
Des soldats américains traversant le Rhin dans des embarcations d'assaut (mars 1945).

Les Alliés franchirent le Rhin en quatre points. Un passage fut une occasion saisie par les forces américaines lorsque les Allemands échouèrent à faire sauter le pont Ludendorff à Remagen, un autre était un assaut précipité, et deux traversées étaient prévues :
- La 1re armée américaine poursuivit agressivement les troupes allemandes en désintégration et, le 7 mars, elles prirent de façon inattendue le pont Ludendorff à Remagen. La 9e division blindée étendit rapidement la tête de pont en un passage à grande échelle.
- Bradley dit au général George Patton — dont la 3e armée américaine avait combattu à travers le Palatinat — de « prendre le Rhin dans la foulée ». C'est exactement ce que fit la 3e armée dans la nuit du 22 au 23 mars, traversant le fleuve au cours d'un assaut précipité au sud de Mayence à Oppenheim.
- Au nord, le Rhin est deux fois plus large, avec un volume d'eau bien plus élevé qu'à l'endroit traversé par les Américains. Montgomery, commandant du 21e groupe d'armées, estima qu'il ne pouvait traverser en toute sécurité qu'avec une attaque soigneusement préparée. Lors de l'opération Plunder, il enjamba le Rhin à Rees et Wesel dans la nuit du 23 au 24 mars, assisté par la plus grande opération aéroportée de l'Histoire à être conduite en un seul jour et à un même endroit[Note 3], l'opération Varsity.
- Dans la zone du 6e groupe d'armées allié, la 7e armée américaine attaqua à travers le Rhin dans la région entre Mannheim et Worms le 26 mars. Un cinquième passage à plus petite échelle fut ensuite réalisé par la 1re armée française à Spire.

### Lectures complémentaires
- Charles B. MacDonald, The Siegfried Line Campaign, Washington, D.C, United States Army Center of Military History, coll. « United States Army in World War II », 1990 (1re éd. 1963) (lire en ligne) - full text